# Elezioni parlamentari in Siria del 1954
Le elezioni parlamentari in Siria del 1954 si tennero il 24-25 settembre (primo turno) e il 4-5 ottobre (secondo turno). Esse videro la vittoria del Partito del Popolo, che ottenne 30 seggi su 142 nella Camera dei deputati. I Fratelli Musulmani non parteciparono alle elezioni, ma molti dei 54 deputati indipendenti erano vicini alle loro posizioni o a quelle di altri partiti. Furono eletti anche 9 deputati tribali.

## Risultati
| Liste                                 | Voti | %     | Seggi |
| ------------------------------------- | ---- | ----- | ----- |
| Partito del Popolo                    |      | 21,13 | 30    |
| Partito Ba'th                         |      | 15,49 | 22    |
| Partito Nazionale (Siria)             |      | 13,38 | 19    |
| Fratelli Musulmani                    |      | 2,82  | 4     |
| Partito della Cooperazione Socialista |      | 1,41  | 2     |
| Partito Nazionalista Sociale Siriano  |      | 1,41  | 2     |
| Movimento Arabo di Liberazione        |      | 1,41  | 2     |
| Partito Comunista Siriano             |      | 0,70  | 1     |
| Indipendenti                          |      | 42,25 | 60    |
| Totale                                |      |       | 142   |